# Mswati III

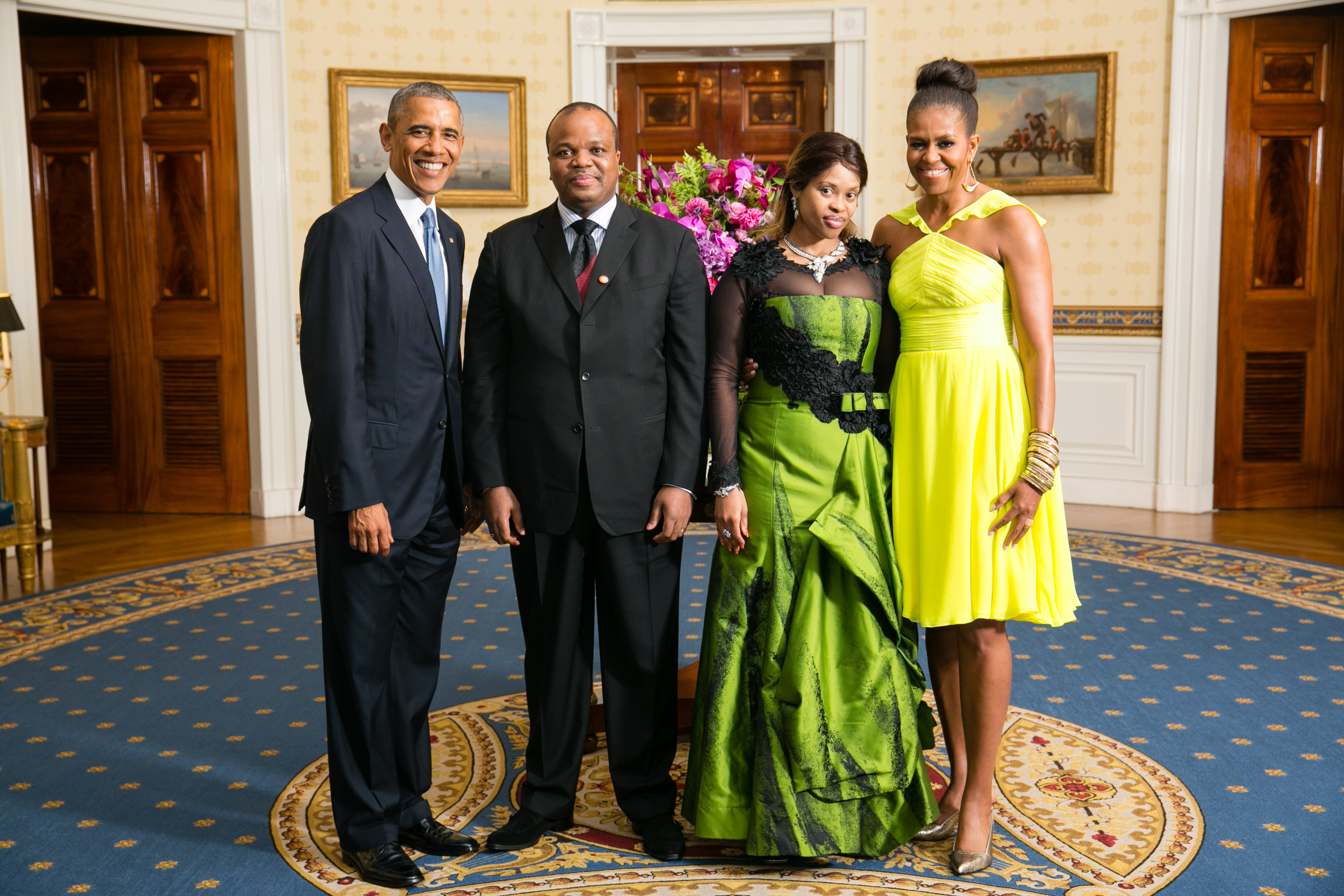
Król Mswati III z żoną Inkhosikati w towarzystwie Baracka Obamy i Michelle Obamy. (2014)

Mswati III (ur. 19 kwietnia 1968 w Manzini) – król Eswatini (dawniej Suazi) od 1986.

## Życiorys
Jest synem króla Sobhuzy II i jednej z jego wielu żon, królowej Ntombi. Pierwotnie nosił imię: Makhosetive. Uczęszczał do szkoły średniej w Londynie. Po śmierci ojca (1982) został wyznaczony na następcę tronu Suazi, a ze względu na jego małoletność władza spoczywała w rękach regentki królowej Dzeliwe. W sierpniu 1983 ogłoszony królem; regencję sprawowała do 1986 matka Ntombi. Został koronowany 25 kwietnia 1986 i sprawuje rządy wspólnie z Ntombi.
Król Mswati III powołał w 1996 konstytucyjną komisję rewizyjną (Constitutional Review Commission – CRC) w celu uchwalenia nowej konstytucji. W sierpniu 2001, po zakończeniu przez komisję bardzo krytykowanych prac, został przedstawiony projekt zakładający, że „naród Suazi” nie oczekuje żadnych politycznych i prawnych zmian będących w mocy od czasu zawieszenia konstytucji w 1973. 
19 kwietnia 2018, w dniu swoich 50. urodzin, król Mswati III zmienił nazwę rządzonego kraju na Eswatini. Zmiana ta wiązała się z 50. rocznicą odzyskania niepodległości przez państwo, a sama nazwa Eswatini jest nawiązaniem do starożytnej historii kraju i oznacza „kraj ludu Suazi”. Decyzja władcy spotkała się z krytyką ze strony ludności uważającej, że powinien on skupić się na ekonomii kraju.
Jest głównym bohaterem filmu dokumentalnego Andrzeja Fidyka z 2000 „Taniec Trzcin”.